# 三重県道651号三行上野線
三重県道651号三行上野線（みえけんどう651ごう みゆきうえのせん）は、三重県津市を通る一般県道である。

## 概要
津市河芸町三行から津市河芸町上野に至る。

### 路線データ
- 起点：三重県津市河芸町三行（字小林1361番地[1][2]：三行交差点、国道306号交点）
- 終点：三重県津市河芸町上野（字横所3823-5番地先[1][2]：上野北交差点、国道23号交点）

## 歴史
- 1959年（昭和34年）
  - 1月25日 - 認定[3]

起点：三重県安芸郡河芸町大字三行
終点：三重県安芸郡河芸町大字上野
  - 3月31日 - 道路区域の決定[4]
  - 5月19日 - 道路の供用開始[5]

三重県安芸郡河芸町大字三行字大川1212番地先から三重県安芸郡河芸町大字上野字大道3639番地先を経て三重県安芸郡河芸町大字上野字南大蔵210番地先まで（延長3.43 km）
- 2007年（平成19年）4月1日 - 県道の路線認定の一部改正[6]（自治体合併に伴う変更）

起点：三重県津市河芸町三行
終点：三重県津市河芸町上野

## 地理

### 通過する自治体
- 三重県

- 津市

### 交差する道路
| 交差する道路                         | 交差する場所 | 交差する場所        |
| ------------------------------------ | ------------ | ------------------- |
| 国道306号                            | 河芸町三行   | 三行交差点 / 起点   |
| 国道23号 / 中勢バイパス              | 河芸町三行   |                     |
| 三重県道645号上野鈴鹿線 / 旧伊勢街道 | 河芸町上野   | 上野小学校北交差点  |
| 国道23号 / 伊勢街道                  | 河芸町上野   | 上野北交差点 / 終点 |

### 交差する鉄道
- 伊勢鉄道伊勢線

### 沿線
- 伊勢鉄道伊勢線 伊勢上野駅
- 近鉄名古屋線 千里駅
- 鈴鹿国際大学
- 津市立千里ヶ丘小学校
- 津市立上野小学校
- 河芸千里ヶ丘郵便局